# 小山田弾正
小山田 弾正（おやまだ だんじょう）は、戦国時代の武将。小山田氏宗家。甲斐武田氏家臣。

## 経歴・人物
知行地は甲斐都留郡境村（現：山梨県都留市境）、倉見村（現在の山梨県南都留郡西桂町倉見）にあった。永正5年（1508年）に小山田弥太郎が勝山合戦において武田信虎に敗れて討死したため、伊豆韮山城の北条早雲の下へ亡命する。
のち小山田氏の下に戻り、武田信虎に従う。天文4年（1535年）8月22日の山中の戦いにて北条氏綱勢と戦い、討死した。